# Mary Appleseth
 Mary Ann Appleseth Miller (* 17. Dezember 1956 in Yellow Medicine County, Minnesota; † 4. Juli 1998 in Oklahoma City, Oklahoma) war eine US-amerikanische Schauspielerin.

## Leben
Appleseth wurde am 17. Dezember 1956 im Yellow Medicine County im US-Bundesstaat Minnesota geboren. Sie agierte in den 1970er Jahren als Filmschauspielerin. Ihre erste Filmrolle hatte sie 1976 in dem Film Slumber Party '57, in diesem sie die Rolle der Jo Ann, eine der sechs Hauptrollen des Films, übernahm. Bekanntheit bei einem breiteren Publikum erhielt sie durch ihre Rolle der Cindy in dem Film Planet der Dinosaurier aus dem Jahr 1977. Weitere Fernseh- oder Filmrollen folgten anschließend nicht mehr.
Sie war verheiratet und starb am 4. Juli 1998 im Alter von 41 Jahren in Oklahoma City.

## Filmografie
- 1976: Slumber Party '57
- 1977: Planet der Dinosaurier (Ferocious Planet)